# Adam Hložek
Adam Hložek (Ivančice, Češka, 25. srpnja 2002.) češki je nogometaš koji igra na poziciji napadača za Hoffenheim i češku reprezentaciju. 

### Klupska karijera
Hložek je svoju nogometnu karijeru započeo u klubu Sparta Prag. Godine 2018. zaigrao je za prvu momčad. Dana 10. studenog 2018. debitirao je u prvoj ligi sa 16 godina kao najmlađi igrač kluba do tada u pobjedi od 3:1 u gostima protiv kluba MFK Karviná. Dana 9. ožujka 2019. u domaćoj utakmici protiv Viktorije Plzeň (4:0) postigao je svoj prvi gol u češkoj ligi. U srpnju 2020. osvojio je Češki kup sa Spartom. U lipnju 2022. potpisao je ugovor s njemačkim Bayer Leverkusenom s kojim je odigrao dvije uspješne sezone osvojivši naslov prvaka Bundeslige u sezoni 2023./24. te igrajući u finalu UEFA Europske lige 2023./24. u kojem je Bayer izgubio od talijanske Atalante. Od ljeta 2024. igra za Hoffenheim.

### Reprezentativna karijera
Dana 4. rujna 2020. debitirao je s 18 godina za češku reprezentaciju u pobjedi od 3:1 u Ligi nacija nad Slovačkom u Bratislavi. U 72. minuti utakmice zamijenio ga je Michael Krmenčík.